# Pjotr Ivanovič Balabin
Pjotr Ivanovič Balabin (rusko Пётр Иванович Балабин), ruski general, * 1776, † 1856.
Bil je eden izmed pomembnejših generalov, ki so se borili med Napoleonovo invazijo na Rusijo; posledično je bil njegov portret dodan v Vojaško galerijo Zimskega dvorca.

## Življenje
Osnovno šolanje je prejel doma, nato pa se je družina preselila v Anglijo. Že v otroštvu je postal vodnik gardistov. 1. januarja 1794 je pričel z aktivno vojaško službo kot pehotni stotnik, dodeljen črnomorski floti. 2. junija naslednjega leta je bil preimenovan v flotnega poročnika; v sestavi flote se je udeležil sredozemske kampanje 1794-98. 
Leta 1798 se je udeležil italijansko-švicarske kampanje na krovu ladje Pavel. Leta 1801 je bil premeščen k baltiški floti, naslednje leto pa je bil s činom poročnika premeščen v Konjeniški gardni polk; v sestavi polka se je leta 1805 udeležil bitke pri Austerlitzu, kampanje 1807 ter rusko-švedske vojne 1808-09. 
14. avgusta 1808 je bil kot diplomat k cesarju Napoleonu; 1. oktobra istega leta pa je postal adjutant carja Aleksandra I. Med patriotsko vojno leta 1812 se je bojeval na Baltiku. 15. septembra 1813 je bil povišan v generalmajorja. Udeležil se je tudi pohoda proti Franciji leta 1815. 
Leta 1817 se je vrnil v Rusijo in 7. januarja 1818 je zaradi bolezni odšel v pokoj. Aktiviran je bil 26. novembra 1826 in naslednjih 6 let je bil poveljnik 1. regije Samostojnega korpusa žandarjev. 
Dokončno je bil upokojen 10. februarja 1832 s činom generalporočnika.